# 뒤켄 요새 전투
뒤켄 요새 전투(프랑스어: Bataille de Fort Duquesne, Battle of Fort Desquene) 또는 듀케인 요새 전투는 프렌치 인디언 전쟁 중인 1758년 9월 14일에 행해진 전투이다.

## 개요
이 요새에 대한 공격은 영국군 사령관 존 포브스 장군에 의한 대규모 원정의 일환이었다. 포브스가 컴벌랜드 요새와 메릴랜드 서부에서 6,000명의 군사를 모았고, 여기에 조지 워싱턴을 포함한 버지니아 민병대 2000명도 부대도 가세했다. 수비가 약한 뒤켄 요새는 그들의 원정의 가장 큰 목표였지만, 브래덕 원정로를 선택할 지, 북쪽 길을 갈 지에서 의견이 분분했다. 워싱턴은 브래덕 원정로를 주장했지만, 결국 다른 길로 가게 되었다. 이 행군은 난항을 겪었다. 또한 포브스는 질병에 걸려 진군을 지휘한 것은 부지휘관이었던 앙리 부케 중령이었다.

### 전투
1758년 9월 11일 영국군 소령 제임스 그랜트는 800명 이상의 병사를 데리고 포브스의 주력 부대의 전방에 해당하는 뒤켄 요새 주변을 정찰했다. 부지휘관 부케는 500명의 프랑스 병사와 동맹 관계에 있는 300명의 원주민 병력이 요새에 주둔하고 있으며, 그랜트의 분견대의 공격은 감당하지 못할 것이라고 생각했다. 9월 13일, 요새 근처에 그랜트가 도착했다. 그는 요새에는 200명 밖에 없다고 굳게 믿고 있어 정찰에 50명의 소규모 부대를 파견했다. 요새에 있는 적의 눈에 띄지 않고, 안쪽 창고를 불태우고 요새에서 3km 떨어진 그랜트가 있는 기지로 돌아왔다.
다음날 아침, 그랜트는 군을 여러 개로 나누었다. 맥도날드 대위가 지휘하는 77 중대는 적을 유인하기 위해 북을 치고, 파이프를 연주하며 요새에 접근했다. 400명의 병력이 숲에서 매복하고 있었다. 맥도날드 부대를 공격하기 위해 요새에서 나온 버지니아 출신의 소령이 이끄는 수 백명의 프랑스 병사들과 원주민 병력은 예상을 훨씬 웃도는 규모였으며, 게다가 민첩하게 움직였다. 영국군은 세 부대로 나뉘어 있었지만 맥도날드가 이끄는 미끼 병력은 압도되었고, 프랑스 군이 매복하고 있던 앤드류 루이스의 버지니아 민병대의 위치를 파악하고 습격했다.
루이스 분견대는 그 자리에서 떨어져 다른 병사의 도움을 요청했지만 프랑스 군과 원주민은 그때까지 상대편보다 유리한 전투를 전개하고 있었고, 이들을 해산시켰다. 원주민들은 자신들의 특기인 숲에서 게릴라전을 펼쳤다. 원주민들은 무성한 나뭇잎 그늘에 숨어 파괴적인 사격을 했고, 그것은 반드시 어떤 효과를 가져왔다. 숲의 일방적인 전투로 영국과 뉴잉글랜드 식민지의 군은 342명의 사상자를 냈다. 또한 77중대는 그랜트를 필두로 하여 232명이 포로로 잡혔다. 루이스가 이끄는 버지니아 분견대의 8명의 장교 가운데 5명이 전사하고, 1명이 부상을 입었으며, 루이스 자신은 포로가 되었다. 또한 그랜트도 포로가 되었다. 그래도 그랜트 중대의 대부분의 병사가 도망가서, 포브스와 부케의 본대에 합류했다. 프랑스와 원주민 연합군의 피해는 8명이 전사하고, 부상자는 8명뿐이었다.
그날 부케가 이곳에서 야습을 시도했지만, 그때도 유사한 결과를 낳았다.

### 프랑스의 퇴각
프랑스는 최초의 영국 공격은 격퇴했지만 리네리는 600명 정도의 군대로 그 10배 인원의 영국군을 상대로 뒤켄 요새를 지킬 수 없다는 것을 알았다. 프랑스 군은 11월 24일까지 뒤켄에 머물렀지만, 리네리 군은 그날 밤 요새에 불을 지르고, 어둠을 틈타 부대를 배에 태우고 오하이오 강까지 후퇴를 했다. 그날 밤 진군 중인 포브스가 이끄는 영국군은 원주민 척후병으로부터 요새 근처에서 연기가 피어오른다는 정보를 얻었다. 포브스는 조사를 위한 부대를 파견했고 남아 있던 장교와 병사들도 그 뒤를 따라갔다. 다음날 25일, 영국군이 불이 계속 피어오르고 있는 요새의 철거지에 진군해 왔을 때 그들은 소름끼치는 것을 목격하게 되었다. 원주민들이 하이랜드 중대 병사들의 시신에서 목을 잘라, 그 목을 요새 꼭대기 뾰족한 기둥에 찔러 놓았던 것이다. 병사들의 퀼트가 그 아래에 매달려 있었다.

### 개명

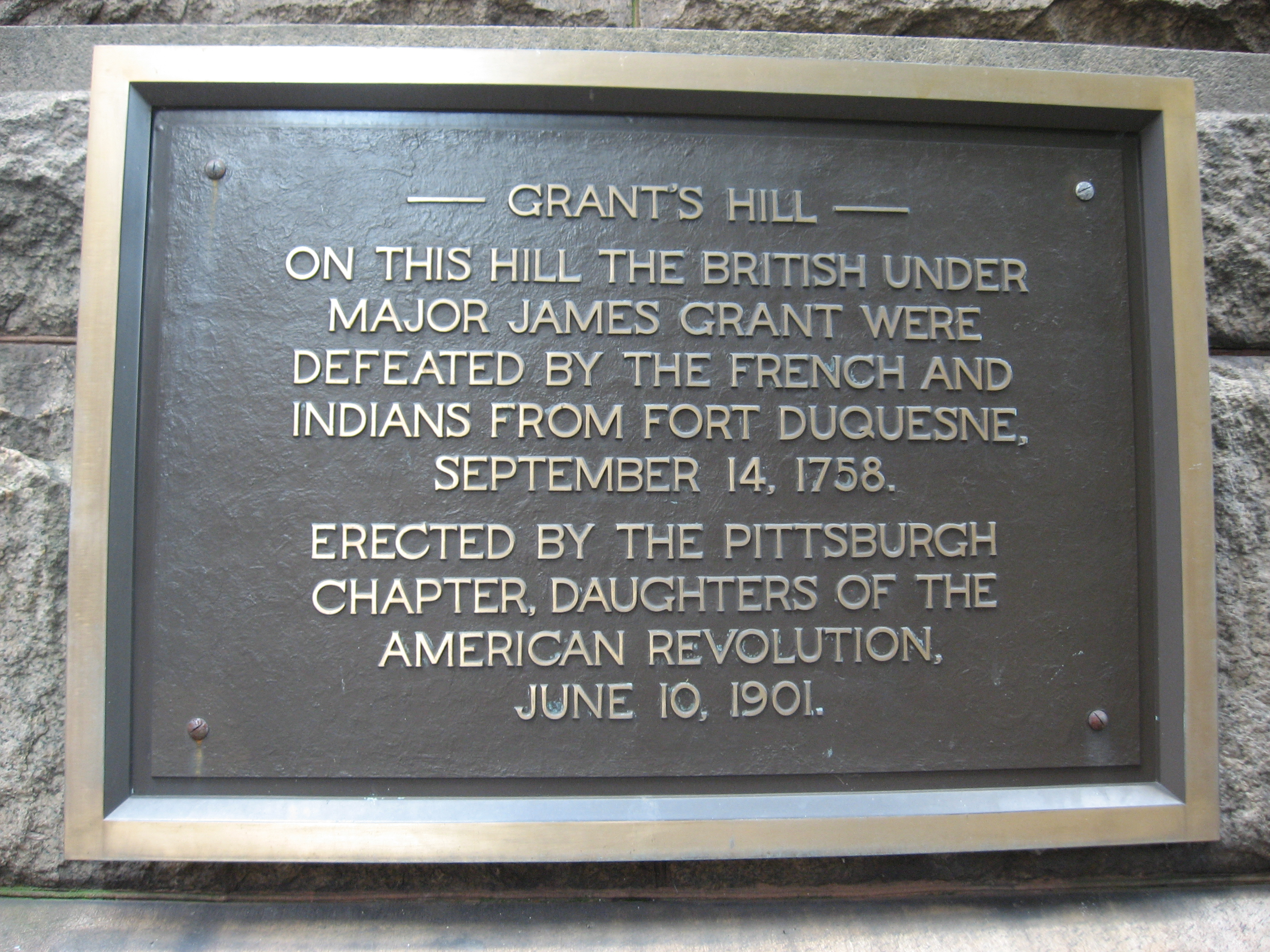
그랜트힐의 기념비

원래 뒤켄이라는 이름은 누벨프랑스의 총독과 관련된 이름이었다. 영국군은 뒤켄 요새를 재건하고, 요새의 이름을 전략상 유효한 땅의 공략을 주문한 윌리엄 피트의 이름을 따서 피트 요새로 지었다. 이후 단모어 요새로 개명되었지만, 미국 독립 전쟁 초기에 원래 이름으로 되돌려졌다. 이후, 이 요새의 주변 마을은 피츠버그로 불리게 되었다.
1901년에 이 전투가 벌어진 땅에 설립된 앨러게니 군 법원에는 전투기념비가 세워져 있다. 현재 이곳은 피츠버그 그랜트 거리가 되었다.

## 참고 문헌
- Anderson, Fred. Crucible of War: The Seven Years War and the Fate of Empire in British North America, 1754-1766 (2000) pp 267-285
- Dolack, Bill (2008), 《Founder’s Son Leads Area Through Wars with French and British》, Christian History Society of America, 2010년 2월 3일에 확인함
- Fleming, George Thornton (1922), 《History of Pittsburgh and Environs: From Prehistoric Days to the Beginning of the American Revolution, Volume 1》, New York and Chicago: The American Historical Society, OCLC 18045743 여기에는 그랜트와 워싱턴이 작전에 대해 토론한 서신 내용 포함
- McConnell, Michael N. A Country Between: The Upper Ohio Valley and Its Peoples, 1724-1774 (1992).
- Steele, Ian K. (1994), 《Warpaths: Invasions of North America》, 뉴욕 / 옥스퍼드: 옥스퍼드 대학교 출판부, ISBN 019508222 |isbn= 값 확인 필요: length (도움말)
- Stewart, David, Sketches of the Character, Manners and Present State of the Highlanders of Scotland, 2 volumes, John Donald Publishers Ltd., Edinburgh, 1977 (원래 1822년 출간)
- White, Richard. Middle Ground: Indians, Empires, and Republics in the Great Lakes Region, 1650-1815 (1991)

### 1차 자료
- The Papers of Henry Bouquet : Volume II The Forbes Expedition ed. by Donald Kent et al. (1951)
- Writings of General John Cabot Forbes Relating to his Service in North America (1938)
- The Papers of George Washington, Colonial Series, volume 5 October 1757-September 1758 ed by W. W. Abbott et al. (1988)